# گل‌بلاغ (بیجار)
گل‌بلاغ (بیجار)، روستایی از توابع بخش مرکزی شهرستان بیجار در استان کردستان ایران است.

## جمعیت
این روستا در دهستان سیاه منصور قرار دارد و براساس سرشماری مرکز آمار ایران در سال ۱۳۸۵، جمعیت آن ۱۷۷ نفر (۳۹خانوار) بوده‌است.